# Coccobacille
 (décembre 2022).
Si vous disposez d'ouvrages ou d'articles de référence ou si vous connaissez des sites web de qualité traitant du thème abordé ici, merci de compléter l'article en donnant les références utiles à sa vérifiabilité et en les liant à la section « Notes et références ».

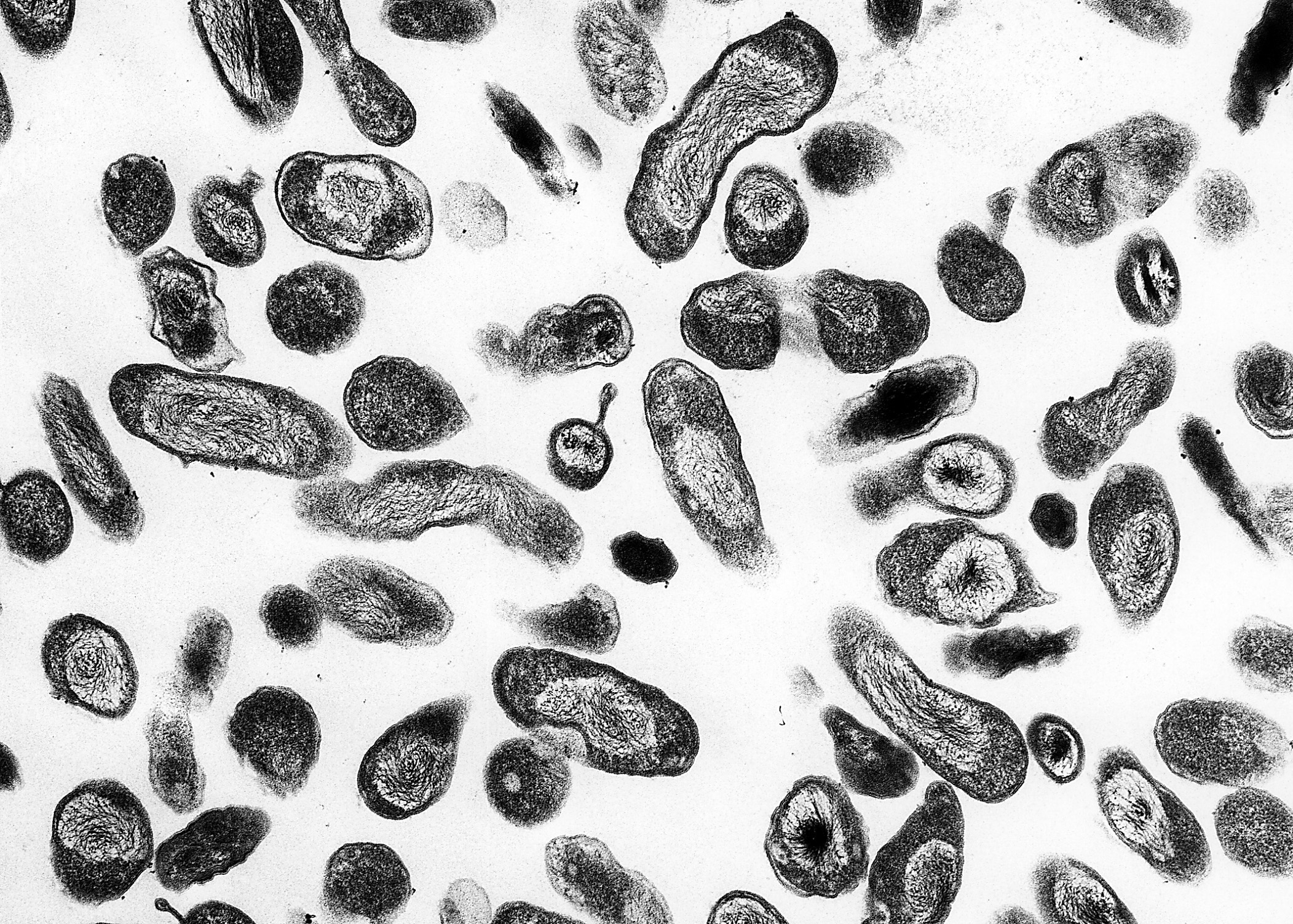
Coxiella burnetii

Un coccobacille est une forme microscopique de bactéries. Les coccobacilles sont ovales. Leur nom est dû au fait qu'il s'agit d'une forme intermédiaire entre le coque (rond) et le bacille (bâtonnet)[réf. nécessaire].
Exemple : le genre Brucella.